# 猪狩博
猪狩 博（いかり ひろし、1926年 - 2008年10月21日）は、日本の翻訳家、英文学者。

## 略歴
東京出身。1944年、東京府立第六中学校（現都立新宿高等学校）卒業。東京外国語大学英語科卒。
高輪高等学校教諭を経て千葉商科大学教授、1997年定年退任、名誉教授。
代々木ゼミナール英語科講師、旺文社大学受験ラジオ講座講師も務めた。
『新クラウン和英辞典』（三省堂）の編者。

## 人物
奥田俊介らとともに、アンブローズ・ビアスの翻訳などを発表（奥田とは、千葉商科大学・代々木ゼミナール両方での同僚）。J・D・サリンジャーに関する論文もある。
代ゼミ同僚の英語講師、潮田五郎、青木義巳とは、5年違いで全員東京外国語大学の先輩・後輩であったことから、「あいう」のトリオとも言われた（年齢が高い順に猪狩、潮田、青木）。

## 翻訳
- 『幽霊』（奥田俊介, 芹川和之共訳、悠久出版、ビアス選集3） 1968年
  - 『幽霊』（東京美術、ビアス選集3・4） 1970年
- 『戦争』（奥田俊介, 芹川和之、悠久出版、ビアス選集1） 1969年
  - 『戦争』（東京美術、(ビアス選集1） 1969年、のち新装版 1975年
- 『悪魔の辞典: 完訳』（倉本護, 奥田俊介、創土社） 1972年、のち角川文庫
  - 『新撰・新訳 悪魔の辞典』（講談社） 2000年
- 『つかのまの悪夢 ビアス傑作短編集 上』 （芹川和之, 奥田俊介, 倉本護、東京美術） 1989年　ISBN 4808705230
- 『よみがえる悪夢 ビアス傑作短篇集 下』（芹川和之, 奥田俊介, 大滝伊久男、東京美術） 1989年　ISBN 4808705249